# Monascostroma sphagnophilum
Monascostroma sphagnophilum är en svampart som tillhör divisionen sporsäcksvampar, och som beskrevs av Peter Döbbeler och Josef Poelt. Monascostroma sphagnophilum ingår i släktet Monascostroma, och familjen Pleosporaceae. Arten är reproducerande i Sverige.